# Marže
Marže v ekonomii vyjadřuje výnos z prodeje, jde o poměr mezi ziskem a prodejní cenou. Zisk je zde rozdíl mezi prodejní a nákupní cenou (tj. bez započítání provozních nákladů) na pořízení ekonomického statku (zboží, služby). Marže se vyjadřuje v procentech nebo absolutně (pak ji označujeme jako zisk). Při výpočtu marže v procentech představuje prodejní cena základ 100 %, a proto výsledek nemůže překročit hranici 100 %. Naopak obchodní přirážka při výpočtu vychází z nákupní ceny a hranici 100 % překročit může.

## Příklady
Marže je pojem používaný ve finanční analýze a v běžných obchodních podmínkách. Prodejní cena i nákupní cena vždy musí být ve výpočtu shodně bez DPH pro správný výpočet v absolutní hodnotě. Pro výpočet v relativní hodnotě (tedy v %) může být s DPH i bez DPH, vždy opět ale shodně. Do výpočtu nikdy nelze zahrnout jednu z cen s DPH a druhou bez DPH, jak se v českých obchodních podmínkách často chybně deklaruje.

### Marže v procentech
U výpočtu marže je v čitateli zlomku rozdíl mezi prodejní a nákupní cenou (tj. zisk bez započítání provozních nákladů). Prodejní cena představuje základ (100 %), a proto marže nemůže za běžných okolností dosáhnout hodnoty 100 a více procent.
Výpočet je podle vzorce: {\displaystyle {\mathit {mar{\check {z}}e}}={\frac {{\mathit {prodej}}-{\mathit {n{\acute {a}}kup}}}{\mathit {prodej}}}\cdot 100~\%} nebo také {\displaystyle {\mathit {mar{\check {z}}e}}={\frac {\mathit {zisk}}{\mathit {prodej}}}\cdot 100~\%}
Pokud je "marže" uvedena v hodnotě vyšší než 100 %, jedná se v naprosté většině případů o obchodní přirážku. Obtížná dosažitelnost marže v hodnotě 100 % u je daná tím, že vždy existuje nenulová pořizovací cena (nákup), a do ní se správně musí počítat všechny vstupy a náklady související s pořízením, včetně krátkodobých i dlouhodobých nákladů, režií, odpisů, kurzových rozdílů apod.
Občasně popisované příklady, kdy marže dosahuje hodnoty 100 a více procent předpokládají, že vstupní náklady na pořízení (nákup) jsou záporné. Tedy že za výdaje spojené s nákupem neplatí odběratel, ale dodavatel. Takové situace ale ve skutečném ekonomickém životě nenastávají, nebo se dějí výjimečně a krátkodobě. Dlouhodobé fungování takového prodeje je pro dodavatele ekonomicky nevýhodné (namísto zisku tvoří ztrátu, protože prodává za zápornou cenu). Jakýkoliv takový dodavatelsko-odběratelský vztah v dlouhodobém horizontu vždy zanikne, nebo změní podobu ze ztrátového na vyrovnaný, nebo ziskový prodej.

### Excel
Pro výpočet marže v excelu za rovnítko napíšeme jednoduchý vzorec:
- = Prodejní cena - nákupní cena/prodejní cen * 100 (místo *100 lze změnit buňku z obecný na procenta)
- Buňka A1 - nákupní cena
- Buňka B1 - prodejní cena
- Buňka C1 - marže
- "C1" =(B1-A1)/B1*100

Pro výpočet výsledné ceny, pokud je marže X (prodejní cenu z nákladů a marže):
- = náklady / (1 - marže v %)

#### Konkrétní příklady:
- Pokud je nákupní cena zboží 50 Kč a je prodáváno za 60 Kč, je: {\displaystyle {\mathit {mar{\check {z}}e}}={\frac {60-50}{60}}\cdot 100~\%~{\dot {=}}~16,7~\%}
- Pokud je nákupní cena zboží 50 Kč a je prodáváno za 100 Kč, je: {\displaystyle {\mathit {mar{\check {z}}e}}={\frac {100-50}{100}}\cdot 100~\%=50~\%}
- Pokud je nákupní cena zboží 50 Kč a prodejní 200 Kč, je: {\displaystyle {\mathit {mar{\check {z}}e}}={\frac {200-50}{200}}\cdot 100~\%=75~\%}